# 坂上守男
坂上 守男（さかがみ もりお、1926年10月28日 - 2004年5月11日）は、日本の実業家。元京都新聞社代表取締役会長。山口県出身。

## 来歴・人物
1950年に関西大学経済学部を卒業。1952年に京都新聞に入社し、社会部記者として活躍。人事部長、総務局長、専務などを経て1983年には代表取締役社長。1995年から会長を兼務し、1999年に代表取締役会長専任及び日本新聞協会副会長に就任した。2003年に相談役。
1997年からは関西大学経済人クラブ会長も務めた。京都府観光連盟及び京都市観光協会の会長を歴任。